# Pseudarchaster obtusus
Pseudarchaster obtusus is een kamster uit de familie Pseudarchasteridae.
De wetenschappelijke naam van de soort werd in 1973 gepubliceerd door Hayashi.